# Mietvilla Borsbergstraße 11

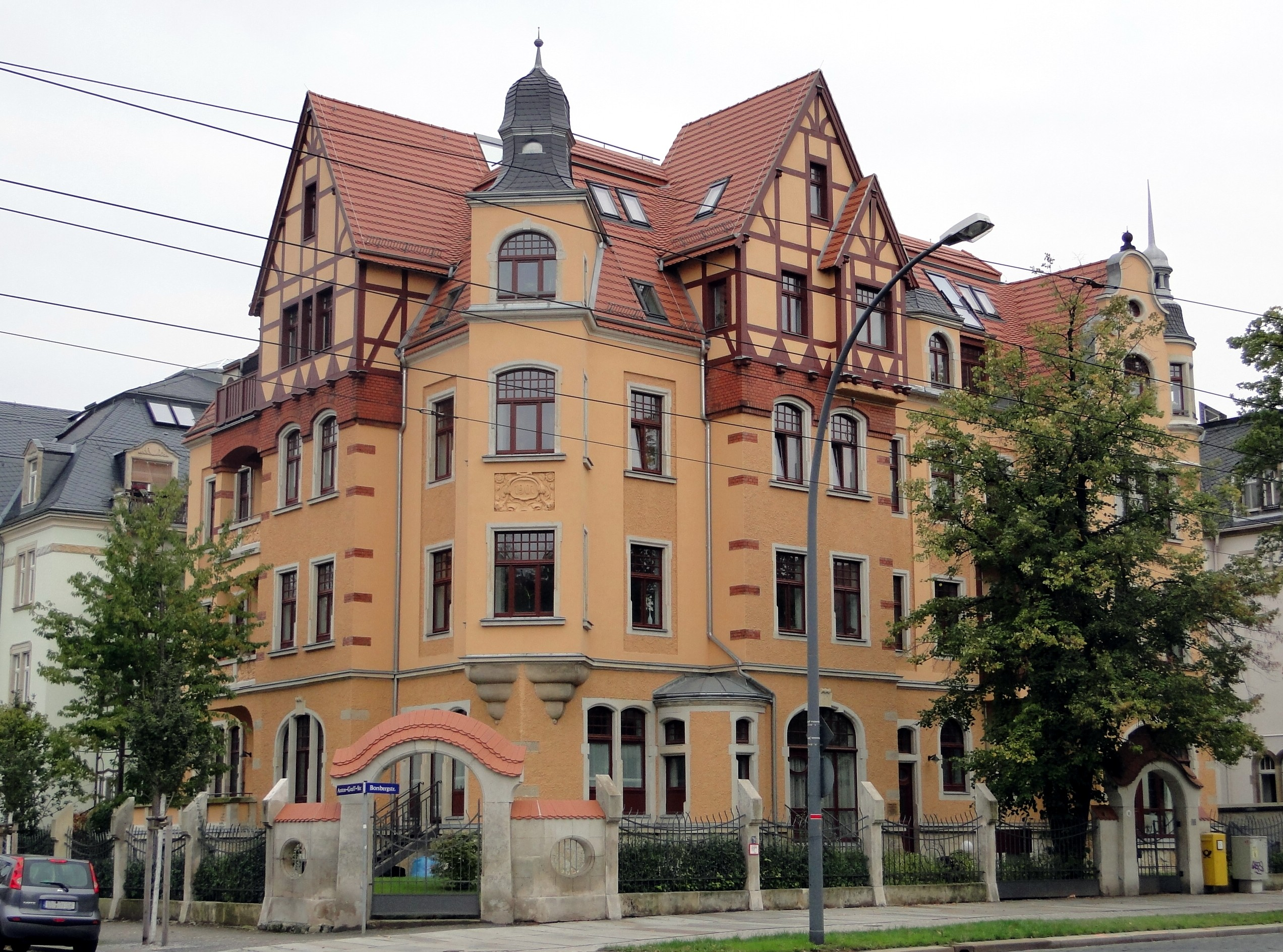
Mietvilla Borsbergstraße 11

Die Mietvilla Borsbergstraße 11 in Dresden wurde im Jahre 1901 als dreigeschossiges Eckhaus für den Bildhauer Ernst Becher erbaut. Die wegen ihrer Tierdarstellungen berühmte Malerin und Bildhauerin Etha Richter wohnte bis zu ihrem Tod 1977 in diesem denkmalgeschützten Haus.
Die Fassade zeigt einen differenzierten und vielfältigen Schmuck, wobei die Ornamentik im Jugendstil nur eine von vielen unterschiedlichen Gestaltungsmitteln ist. So wurde die Fassade nicht nur auf unterschiedliche Art und Weise verputzt, sondern auch mit verschiedenen Klinkern geschmückt. Auch Sandstein und Fachwerk kamen bei der Fassadengestaltung zum Einsatz.
Die Denkmaleigenschaft wird vom Landesamt für Denkmalpflege Sachsen beschrieben: „Aufwendiger, malerisch wirkender Eckbau mit Putz-Sandstein-Fassade, bewegte Baugestalt durch übergiebelte Risalite, turmartige Eckerker, Balkone bzw. Loggien und Eingangsanbauten, Fassade mittels unterschiedlicher Putzarten, Klinker und Sandstein aufgewertet, in Eingangsbereich und Treppenhaus Ausmalung (als Dekorationsmalerei), in ersterem auch Stuckdekor, typischer Bau der Jahrhundertwende, mit Elementen von Historismus, Heimatstil und Jugendstil.“